# На опасной волне
«На опасной волне» (англ. Bad Channels) — фильм режиссёра Теда Николау. Другое название фильма «Плохие радиоволны» и «Нехорошие частоты».

## Сюжет
На радиостудии «666» начинает работать новый диджей Дэн, ранее уже бывший участником скандала, и склонный к розыгрышам и рок-н-роллу. Тем временем на Землю прилетают инопланетяне, которые занимаются поиском различных видов, в основном женских. Прибыв, они располагают свой штаб прямо в студии радиостанции. Пока инопланетяне собирают коллекцию из женщин, Дэн пытается предупредить своих радиослушателей, но ему никто не верит.

## В ролях
- Роберт Фэктор — Уиллис
- Марта Куинн — Лиза Каммингс
- Аарон Ластиг — Вернон Локнат
- Майкл Хаддлстон — Корки
- Roumel Reaux — Флип Хамбл
- Пол Хипп — Дэн О’Дэйр
- Родни Уено — Мун
- Сонни Карл Дэвис — Пинат
- Чарли Спрэдлинг — Куки
- Steve Tietsort — Траккер
- Рон Кил — Гритс
- Alex Bookston — мистер Бейкер
- Дэрил Штраусс — Банни
- Майкл Колдуэлл — Goofy Guy
- Эллисон Гаммон — Goofy Girl
- Аня Сава — Катринка
- Виктор Роджерс — шериф Хикмэн
- Майкл Дик — Космо
- Йен Патрик Уильямс — доктор Пейн